# Ґрале (Мазовецьке воєводство)
Ґрале (пол. Grale) — село в Польщі, у гміні Кадзідло Остроленцького повіту Мазовецького воєводства.
Населення — 215 осіб (2011).
У 1975-1998 роках село належало до Остроленцького воєводства.

## Демографія
Демографічна структура станом на 31 березня 2011 року:
|          | Загалом | Допрацездатний вік | Працездатний вік | Постпрацездатний вік |
| -------- | ------- | ------------------ | ---------------- | -------------------- |
| Чоловіки | 112     | 19                 | 77               | 16                   |
| Жінки    | 103     | 19                 | 58               | 26                   |
| Разом    | 215     | 38                 | 135              | 42                   |